# Macrodiplophyllum imbricatum
Macrodiplophyllum imbricatum là một loài rêu tản trong họ Scapaniaceae. Loài này được (M. Howe) Perss. miêu tả khoa học lần đầu tiên năm 1949.